# Ostwaldecker Randsenken
Die Ostwaldecker Randsenken sind eine naturräumliche Haupteinheit des Westhessischen Berg- und Senkenlandes in Nordhessen und, in deutlich geringerem Umfang, in angrenzenden Teilen Nordrhein-Westfalens. Sie zweigen nordwestlich von der Westhessischen Senke ab und bestehen in der Hauptsache aus dem durch mehrere kleinere Höhenzüge gekammerten Wolfhagener Becken zwischen dem Waldecker Wald im Westen, der Diemel im Norden, der Warburger Börde im Nordosten, dem Habichtswald im Osten sowie der Eder im Süden, das zu großen Teilen im Naturpark Habichtswald liegt. Darüber hinaus gehören noch der Hessenwald und die ihn begleitenden Randsenken östlich des Kellerwaldes und zum Teil rechts der Eder, die teilweise im Naturpark Kellerwald-Edersee liegen, zur Haupteinheit.
Wichtigste Städte sind (von Norden nach Süden) Rhoden (heute nominell Stadtteil der Großgemeinde Diemelstadt, welche von diesem Ort auch die Stadtrechte geerbt hat), Volkmarsen, Wolfhagen, Naumburg und Züschen, heute nominell Stadtteil von Fritzlar, welches unmittelbar an den Ostrand grenzt. Den durch den Waldecker Wald abgetrennten Südteil dominiert Bad Wildungen.

## Landschaft
Der nach Norden bis zum Tal der Diemel reichende, in der Hauptsache mesozoisch aufgebaute, klimatisch trockene Senkenzug setzt sich im größeren, nördlichen Teil (Wolfhagener Becken) zwischen dem Habichtswald im Osten und dem Waldecker Wald im Westen aus diversen Gräben, Verwerfungen und Höhenzügen zusammen, die in der Hauptsache „eggisch“ (Begriff angelehnt an das sich nördlich anschließende Eggegebirge) in nordnordwestliche Richtung verlaufen.
Der nur gut ein Drittel der Fläche einnehmende südliche Teil hingegen zeichnet sich durch bis 350 m tiefe Abbrüche am Osthang des Kellerwaldes aus und wird vom Waldecker Wald nach Norden bis Nordosten flankiert. Hierzu zählt auch der Hessenwald, in den der Kellerwald nach Osten fließend übergeht, der indes geologisch eine Verlängerung des Waldecker Waldes südlich der Eder darstellt.
Insgesamt ist die Senke vom Mitteldiemeltal bei Westheim, Wrexen und Scherfede bis zum Löwensteiner Grund um Bad Zwesten und Jesberg in Nordnordwest-Richtung über 60 km lang, jedoch nur 5 bis 10 km breit.

### Höhenzüge
Von Norden nach Süden wird das Senkungsfeld durch die folgenden Höhenzüge und Singularitäten unterbrochen und zum Teil gekammert:
- Stock (bis 326,5 m) sowie Quast und Eichholz (bis 392,1 m)
- Elsbergrücken (bis ca. 419 m)
- Isthaberg (523,1 m)
- Weidelsberg (492,3 m) und Rauenstein (bis 366,4 m)
- Heiligenberg (380,0 m) und Elberberger Höhen (bis 430,8 m)
- Hessenwald (bis 432,7 m)

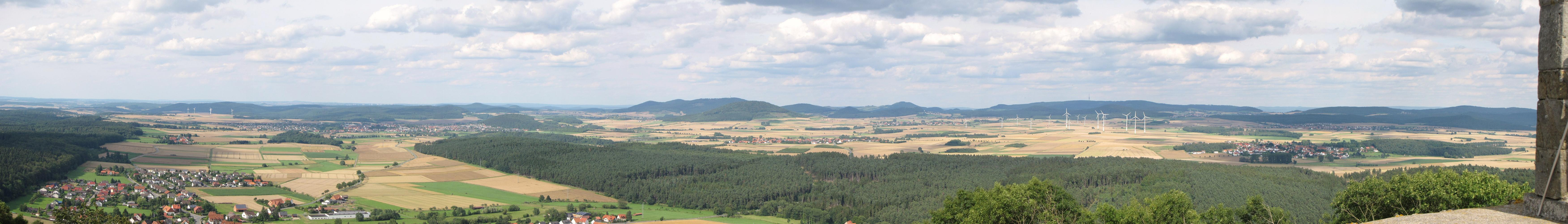
Nordostblick von der Weidelsburg: Links vorne der Ippinghäuser Grund mit Ippinghausen und dem tiefer gelegenen Weiler Leckringhausen, schräg rechts dahinter Wolfhagen und der Ofenberg (372,5 m; 6,8 km entfernt) rechts der Stadt und am Westrand des Altenhasunger Grabens; weiter rechts der Isthaberg (523,1 m; 7,1 km) und schließlich die Isthaebene mit Bründersen vor Istha vor Oelshausen (Mitte) und Altenstädt vor Balhorn (rechts), die zum Ippinghäuser Grund hin vom bewaldeten Rauenstein gerahmt wird.

Hintere Reihe: Links hinter den Windkraftanlagen Stromberg (362,2 m; 14,0 km) und Heidelbeerenberg (398 m; 13,3 km), rechts dahinter der Desenberg (343,6 m; 25,6 km); links des Ofenbergs der Warteberg (419 m; 9,8 km), zwischen beiden der Escheberg (448,9 m; 16,0 km); in der Bildmitte, hinter dem Isthaberg, der Große Bärenberg (600,7 m; 12,3 km) mit Funk- und Aussichtsturm, weiter rechts der Dörnberg (578,7 m; 16,7 km); hinter den Windkraftanlagen schließlich der Hohe Habichtswald (614,8 m; 15,1 km) und rechts der Schwengeberg (556,7 m; 14,0 km).

Für eine detailliertere Beschreibung siehe Weidelsberg#Aussicht![5]

## Geologie
Das Wolfhagener Becken im weiteren Sinne, d. h. der nördlich der Eder gelegene Teil der Randsenken, ist ein von zahlreichen Gräben durchsetztes Gefüge, das, neben der östlichen Waldecker Scholle des Waldecker Waldes (Arolsen-Schlierbacher Scholle; Buntsandstein) im Westen und den ins Habichtswälder Bergland überleitenden (von Nord nach Süd) Zierenberger Scholle (Muschelkalk), Kasseler Graben (Keuper) sowie Isthascholle und Emstaler Scholle (beide Buntsandstein), die unmittelbar am Übergang zum Habichtswald durch den geomorphologisch unauffälligen Graben von Balhorn-Masslor (mit Fließerde bedeckter Buntsandstein) getrennt werden, auch diverse eigene geologische Strukturräume enthält. An mesozoischen Schollen sind das die Quast-Euchholz-Scholle (Muschelkalk) im äußersten östlichen Norden und die Ehringer Scholle (Buntsandstein) im Zentrum, insbesondere aber durchziehen folgende Muschelkalk-Gräben die Haupteinheit (wieder von Nord nach Süd):
- Wolfhagen-Volkmarsener Grabenzone
- Ippinghausener Graben
- Fritzlar-Naumburger Grabenzone

Der von Nord(nordwest) nach Süd(südost) ausgerichtete Wolfhagen-Volkmarsener Graben geht nach Süden in den Fritzlar-Naumburger über; er umschließt die Ehringer Scholle fast komplett, nach Osten zweigt der Kasseler Graben ab. Zum Gefüge beider Gräben westlich parallel liegt der kürzere Ippinghausener Graben inselartig in der Waldecker Scholle.
Demgegenüber nimmt die östliche Abdachung des Kellerwaldes im Süden der Haupteinheit in der Hauptsache den Südteil der Arolsen-Schlierbacher Scholle des Waldecker Waldes ein. Entsprechend sind beide Landschaftsteile in der geologischen Betrachtung voneinander getrennt zu sehen.
Die nachfolgenden Unterabschnitte bauen auf dieselben Quellen auf wie diese Übersicht.

### Umgebende Schollen des Wolfhagener Beckens
Das Gebiet des Wolfhagener Beckens wird durch die folgenden geologische Strukturräume grob begrenzt oder aber durchläuft sie am Ost- und Westrand:
Der Westen stößt auf die östliche Waldecker Scholle, die sehr große Arolsen-Schlierbacher Scholle des Waldecker Waldes, auf der hier Mittlerer Buntsandstein ansteht. Nur der äußerste nördliche Westen liegt auf dieser Scholle; vom inselartigen Stock (Kulikekopf: 322 m) zwischen Rhoden im Norden und Schmillinghausen/Herbsen im Süden abgesehen handelt es sich um Senken bzw. um ihren Westteil. Külte und die – allerdings von Gesteinen des Quartär überlagerte –Westhälfte der KernstadtVolkmarsens liegen noch auf der Scholle, die jedoch weiter südlich ziemlich genau mit dem geomorphologischen Ostrand des Waldecker Waldes abschließt.
Im nördlichen Osten stößt das Becken auf die Zierenberger Scholle der Steigerplatte, südliche Randplatte der Warburger Börde, und des nördlichen Habichtswaldes (Malsburger Wald und nördliche Hinterhabichtswälder Kuppen einschließlich des 600,7 m hohen Großem Bärenberg). Auf dieser stehen in der Hauptsache Oberer Buntsandstein und Unterer Muschelkalk an, auf ihr liegt randlich noch der am Heidelbeerenberg 398 m hohe, im Süden, am Warteberg sogar um 419 m erreichende Elsbergrücken (mittlerer Buntsandstein), insbesondere aber die Elsunger Senke mit Niederelsungen, Oberelsungen und Nothfelden. Zwischen den beiden letztgenannten Orten, aber deutlich näher dem letzteren bildet der bewaldete Filtz (395,5 m), ein Muschelkalkberg mit tertiärem Basalt am Nordhang, die einzige nennenswerte Unterbrechung des Rumpfes aus oberem Buntsandstein. Der Übergang zur Habichtswälder Senke an der A 44 beim Weiler Friedrichsaue ist geologisch und geomorphologisch fließend.
Von nördlich Elmarshausens bis zum Norden von Ehlen am Habichtswald zieht sich der isolierte Westteil des Kasseler Grabens nach Ostsüdosten, in dessen Zentrum in Querrichtung Gesteine des Keuper (Ton-Siltstein, Sandstein, Dolomit, Dolomitmergelstein) anstehen. Zwar endet der (Teil-)Graben geologisch erst unmittelbar am Hohen Habichtswald, jedoch bilden die Basaltkuppen unmittelbar nördlich von Burghasungen, obgleich ihnen die Störung durch den Graben an einem unruhigeren Relief mit etwas geringerer Allgemeinhöhe anzumerken ist, eine Ostbegrenzung des Naturraums Altenhasunger Graben, in dem neben Altenhasungen auch Wenigenhasungen liegt.
Am Übergang zum Habichtswald schließen sich nach Süden die Isthascholle (Oberer Buntsandstein) und dann die Emstaler Scholle (Mittlerer Buntsandstein) an. Im Nordwesten der Isthascholle wird der Buntsandstein durch die Basaltkuppen Helfenberg (366,2 m) und vor allem dem singulären Isthaberg (523,1 m) durchbrochen, die gemeinsam den Naturraum Isthaberg bilden, der in deutlichem Kontrast zum Altenhasunger Graben steht.
Die Trennlinie zwischen Istha- und Emstaler Scholle verläuft, an tektonischen Störungen, geomorphologisch unauffällig. So liegen im Naturraum Isthaebene nicht nur Oelshausen, Istha und Bründersen auf der Isthascholle, sondern im Süden auch unmittelbar jenseits Altenstädt und Balhorn. Von Balhorn nach Südosten zieht sich der Graben von Balhorn-Masslor zwischen die beiden Schollen, der jedoch geomorphologisch ebenfalls unauffällig verläuft und im Bereich der Hinterhabichtswälder Kuppen sogar durch den Basalt des Erzebergs (436,7 m) unterbrochen wird. Geomorphologisch wird man hier eher die Rodung um die Landesstraße 3215 nach Martinhagen unmittelbar südlich des Wattenbergs (516,2 m) als Trennsenke wahrnehmen, die ebenfalls einer Störung zwischen Oberem und Mittlerem Buntsandstein folgt.
Auf dem Südwestrand der Emstaler Scholle liegt die Basaltkuppenreihe der Elberberger Höhen, deren Hauptteil vom Wartberg östlich Naumburgs bis zum Hinterberg (420,4 m) nördlich Züschens verläuft. Diese kann als die südwestlichste Gruppe des Habichtswaldes aufgefasst werden, ihr Norden ist durch die mit Fließerde bedeckte Sander Kammer bei Sand, Hauptort der Gemeinde Bad Emstal, vom Südwesten der Hinterhabichtswälder Kuppen getrennt. Östlich Züschens scheint die Reihe unterbrochen, es folgt jedoch noch als Südsüdostpfeiler der Reihe und der gesamten Großlandschaft der Hoheberg (375,7 m) zwischen Züschen und Fritzlar, dem nach Süden noch der (westlichen) Fritzlarer Stadtberg Eckerich (268 m) folgt, der im Süden von der Eder flankiert wird.

### Innere Schollen und Hauptgraben
Im äußersten Nord(nordwest)en der Großlandschaft liegt die Quast-Eichholz-Scholle um den Naturraum Quast und Eichholz, auf denen Unterer Muschelkalk ansteht. Der Höhenzug des Quast (392,1 m) reicht nach Norden bis an die Diemel bei Scherfede und wird nach Süden durch eine auch von der A 44 genutzte, gerodete Niederung vom Eichholz getrennt, welcher nur noch 308,3 m erreicht. Etwas abgetrennt ist der Gertenberg (298,9 m) südwestlich von Hörle. Im Nordosten der Scholle liegt Wethen, wo der Hauptgraben seine nördliche Basis hat.
Auf der kleinen Ehringer Scholle im Norden des Wolfhagener Beckens mit Ehringen im Norden steht in der Hauptsache Mittlerer Buntsandstein an. Dies sind auch die Gesteine des Waldecker Waldes auf der Arolsen-Schlierbacher Scholle im Westen und des Elsbergrückens auf der Zierenberger Scholle im Osten, allerdings sind diese durch den Hauptgraben abgetrennt und es werden auch nur Höhen bis maximal 293,8 m (östlich von Viesebeck) erreicht, im Norden deutlich darunter. Fiese Scholle ist Basis des Naturraums Ehringer Senke, der im Süden auch die Kernstadt Wolfhagens einschließt.
Im Westen des Wolfhagener Beckens zieht sich eine Abfolge von durch Unterem Muschelkalk dominierten Gräben von Nordnordwest nach Südsüdost. Er zieht sich als Wolfhagen-Volkmarser Grabenzone von Wethen über Welda und den Osten Volkmartsens und erreicht über Lütersheim, Viesebeck und Gasterfeld Wolfhagen. Südwestlich von Bründersen, westlich der Grenze zwischen Istha- und Emstaler Scholle, wechselt er seinen Namen in Fritzlar-Naumburger Grabenzone und zieht sich weiter über den Westen von Altenstädt, den Osten Naumburgs, den Westen Elbenbergs, Altendorf, Heimarshausen und Züschen bis zum Westen Fritzlars, wo er zur Eder hin ausläuft und auch jenseits derer keine Fortsetzung findet.
Östlich und südöstlich von Ehringen zieht sich ein schmaler Nebenarm um die Ehringer Scholle, der die Basis des Kasseler Grabens erreicht, zu dem auch von Südosten ein Nebenarm aus dem Osten Wolfhagens abgeht. Geomorphologisch und als Naturraum bilden hier Scholle und Gräben eine Einheit (Ehringer Senke). Auch die Isthaebene schließt im Westen einen Abschnitt des Grabens mit ein.
Stärker tritt der inselartige Ippinghausener Graben bei Ippinghausen unmittelbar westlich der Isthaebene in Erscheinung. Er bildet die Basis des Naturraums Ippinghäuser Grund, in dem auch Naumburg liegt. Im Osten des Naturraums liegt der bewaldete Höhenzug des Rauenstein (366,4 m) im äußersten Osten der Arolsen-Schlierbacher Scholle, der die unbewaldete Isthaebene von Westen rahmt. In seinem Westen liegt wiederum der singuläre Basaltkegel des Weidelsbergs (492,3 m), dessen Bewaldung zwar unmittelbar in den Waldecker Wald übergeht, der jedoch seiner Genese wegen als Randsingularität zum Grund gestellt wurde. Gewissermaßen wandert hier die östliche Struktur (Habichtswald) nach Westen (Weidelsberg) und die westliche (Waldecker Wald) nach Osten (Rauenstein).
Der Südteil des Grabens bildet die Basis des Naturraums Elbergrund an der Elbe Inselartig liegt zwischen Altendorf und Heimarshausen der Buntsandstein des Heiligenbergs (380 m) im Graben. Eine Singularität ist er, anders als Istha- und Weidelsberg, nicht seiner Höhe wegen (der nahe Hinterberg ist etwa 40 m höher), sondern wegen der geologischen Besonderheit. Geomorphologisch und von der Bewaldung her ist er indes ein nur halbinselartiger Ausläufer des Waldecker Waldes, der die eigentliche Senke an der Elbe von um 2 km auf nur um 0,3 km verschmälert.

### Östliche Kellerwald-Abdachung
Obgleich der Hessenwald im Süden der Ostwaldecker Randsenken orographisch wie ein Ausläufer des Kellerwaldes anmutet, stellt er geologisch die Fortsetzung des Mittleren und Unteren Buntsandsteins des Waldecker Waldes auf die Südseite der Eder dar und liegt auf dessen Arolsen-Schlierbacher Scholle, die sich nach Süden bis zum Neustädter Sattel fortsetzt. Auch seine Randsenken Wildunger Senke im Nordwesten und Löwensteiner Grund (ohne Gilsagrund) im Südwesten liegen auf dieser Scholle, wobei der Löwensteiner Grund allerdings nur inselartig von Buntsandstein überlagert ist. Beide Senken beherbergen den Großteil des Zechsteingürtels am Osthang des Kellerwaldes.
Der Gilsagrund genannte Südwestteil des Löwensteiner Grundes liegt auf der südlichen Kellerwaldstruktur und wird nördlich und südlich von Schiefergesteinen des Kellerwaldes eingerahmt, seinen äußersten Südwesten nehmen Gesteine des Oberdevons ein. Auf ihm dominiert allerdings Fließerde, die auch im restlichen Löwensteiner Grund nennenswert ansteht. Größere Fließerdeinseln finden sich in der Wildunger Senke im Norden des Netzehügelland genannten Nordteils, in der Netzer Mulde um Netze, sowie im Süden des Wilde-Hügellandes genannten Südteils, im Braunauer Winkel um Braunau.

## Der Naturraum

### „Gründung“ der Haupteinheit
Die Haupteinheiten des Westhessischen Berg- und Senkenlandes wurden bei den Arbeiten zum Handbuch der naturräumlichen Gliederung Deutschlands im Jahr 1954 vorläufig nummeriert und kartiert und 1957 in der 4./5. Lieferung beschrieben – es waren ursprünglich zehn. Die von Helmut Blume beschriebene Haupteinheit 343 Westhessische Senke beinhaltete im Süden noch nicht die Schwalm, verzweigte sich jedoch nördlich der Eder bei Fritzlar in einen Ostteil, den Blume Kasseler Becken nannte und einen Westteil, den er als „Wolfhagener Becken“ bezeichnete. Der Westteil ging jedoch nach Norden nicht weit über Wolfhagen hinaus; das Volkmarser Becken (dieses möglicherweise unbeabsichtigt und dem groben Maßstab 1:1.000.000 geschuldet) und die Landschaften nördlich davon gehörten damals zur Haupteinheit 360 „Diemelplatten“, die im Buch von Sofie Meisel beschrieben wurde und nach Norden unmittelbar hinter dem Diemeltal endete.
Im Jahr 1959 publizierte Meisel die Feingliederung 1:200.000 Blatt 98 Detmold. Unter der bereits im Handbuch verwendeten Bezeichnung „Weldaer Waldberge“ fasste sie explizit die Steigerplatte südöstlich und den Höhenzug Quast und Eichholz nordwestlich Weldas zusammen., die größtenteils (die Steigerplatte komplett) auf dem südlichen Nachbarblatt Arolsen liegen. In ihrer Übersichtskarte ist bereits eine Haupteinheit „Waldecker Randsenken“ eingezeichnet, die im Text irreführenderweise mit 341 „Waldecker Buntsandstein-Hügelland“ beschrieben wird. Sie reicht nur minimal in ihr Kartenblatt und endet vor der Diemel bei Wrexen.
Im Jahr 1960 kam Blatt 125 Marburg (Gerhard Sandner) heraus, auf dem die Ostwaldecker Randsenken nicht vorkommen, da der Löwensteiner Grund dort der Westhessischen Senke zugerechnet wird – was das Bundesamt für Naturschutz (BfN) in ihrer Einteilung in „Landschaften“ bis heute noch macht. Im selben Jahr kam allerdings auch die endgültige Haupteinheitenkarte zum Handbuch heraus, auf der die Einheit 341 Ostwaldecker Randsenken sowohl den Löwensteiner Grund als auch das Diemeltal bei Wrexen enthält, allerdings noch die sich anschließende Talweitung bei Scherfede und Quast und Eichholz südöstlich davon. Einheit 360 heißt nunmehr Warburger Börde und reicht nach Norden deutlich über die Diemel hinaus, enthält insbesondere auch die Borgentreicher Börde um Borgentreich.
Die Ostwaldecker Randsenken liegen indes fast komplett auf Blatt 111 Arolsen, das 1963 von Martin Bürgener publiziert wurde. Bürgener zählt nicht nur den Löwensteiner Grund zur Einheit, sondern auch Quast und Eichholz sowie das auf Blatt Detmold liegende Scherfeder Diemeltal – Letztere zählt auch BfN dazu. Als Otto Klausing, 1967 selber Bearbeiter des etwas entfernten Blattes 151 Darmstadt, das Buch nebst Karte Die Naturräume Hessens heraus, in dem er, auf hessischem Gebiet, komplett Bürgeners Gliederung übernimmt. Das Landesamt HLUG (inzwischen HLNUG) hat diese Gliederung im „Umweltatlas Hessen“ digitalisiert.

### Naturräumliche Gliederung
Die Ostwaldecker Randsenken gliedern sich wie folgt:
(Flächen in Klammern, bei ganz in Hessen gelegenen Teilen per Umweltatlas, Teilflächen in NRW wurden mit dem BfN-Dienst „Landschaften“ ermittelt)
- 341 Ostwaldecker Randsenken (499 km², davon 26 km² in NRW)[15]
  - Wolfhagener Becken (ca. 322 km², mit Randsenken und -anhöhen)
    - 341.0 #Mitteldiemelsenke (ca. 17,7 km², davon 3,20 km² in Hessen und 14,5 km² in NRW)
      - 341.00 Wrexer Diemeltal (2,61 km² in Hessen und 7,0 km² in NRW)
      - 341.01 Talbecken von Scherfede (0,59 km² in Hessen[16] und 7,5 km² in NRW)

    - 341.1 #Rhoder Senken (ca. 64,7 km², davon 52,98 km² in Hessen und ca. 11,7 km² in NRW)
      - 341.10 Schmillinghäuser Grund (5,78 km²)
      - 341.11 Stock (7,24 km²)
      - 341.12 Rhoder Grund (20,29 km²)[17]
      - 341.13 Quast und Eichholz (12,90 km² in Hessen und ca. 4,8 km² in Nordrhein-Westfalen); auf Blatt Detmold der Warburger Börde zugerechnet[12][18]
      - 341.14 Volkmarser Graben (6,77 km² in Hessen und ca. 6,9 km² in NRW), auf Blatt Detmold der Warburger Börde zugerechnet[12][19]

    - 341.2 #Volkmarser Becken (31,77 km²)
    - 341.3 #Wolfhager Hügelland (124,48 km²)
      - 341.30 Ehringer Senke (32,82 km²)
      - 341.31 Elsbergrücken (12,06 km²)
      - 341.32 Elsunger Senke (21,54 km²)
      - 341.33 Altenhasunger Graben (12,51 km²)
      - 341.34 Isthaebene (42,09 km²)
      - 341.35 Isthaberg (2,92 km²), mit Helfenberg und
        - Isthaberg (Singularität; 0,54 km²)

    - 341.4 #Naumburger Senken und Rücken (83,29 km²)
      - 341.40 Ippinghäuser Grund (17,30 km²; mit Rauenstein) und
        - Weidelsberg (0,58 km²)

      - 341.41 Elbergrund (31,37 km²), mit
        - Heiligenberg (Singularität; 0,44 km²)

      - 341.42 Elberberger Höhen (26,29 km²)
      - 341.43 Sander Kammer (7,31 km²)

  - Ostabdachung des Kellerwaldes (177 km²)
    - 341.5 Wildunger Senke (91,30 km²)
      - 341.50 Netzehügelland (36,46 km²)
        - (ohne Kennzahl) Netzer Mulde

      - 341.51 Wegaer Ederaue (21,89 km²)
      - 341.52 Wilde-Hügelland (32,95 km² inc. Braunauer Winkel)
        - 341.520 Braunauer Winkel (5,42 km²)

    - 341.6 Hessenwald (47,85 km²)
    - 341.7 Löwensteiner Grund (38,09 km²)

Mit Wolfhagener Becken wird im Handbuch der naturräumlichen Gliederung Deutschlands 1957 vage der westlich bis zum Waldecker Wald reichende, nordwestliche Ast der Westhessischen Senkungszone bezeichnet, dem östlich des Habichtswaldes das Kasseler Becken gegenüber stehe. Indes ist das Kasseler Becken in den folgenden Jahren enger definiert worden, während der Name Wolfhagener Becken in einem engeren Sinne keine Verwendung mehr findet und auch in anderweitiger Fachliteratur keine feste Abgrenzung erhält. Dementsprechend bezeichnet der Begriff, je nach Perspektive, nur die Einheiten 341.2-341.3 oder aber alle Einheiten 341.0-341.4.

### Mitteldiemelsenke
Mit Mitteldiemelsenke wird das Tal der Diemel von oberhalb Westheims (Marsberg, Hochsauerlandkreis, NRW) über Wrexen (Diemelstadt, Landkreis Waldeck-Frankenberg, Hessen), Scherfede und Rimbeck bis unmittelbar oberhalb Ossendorfs (je Warburg, Kreis Höxter, NRW) bezeichnet.
Wrexener Diemeltal bezeichnet hiervon den westlichen Teil, der an der Westheimer Störung mit dem Austritt der Diemel aus dem Diemelbergland bei leichter Richtungsänderung von Nordost in Ostnordost beginnt. Die Talhänge des Buntsandstein-Kastentals werden flussabwärts zunehmend sanfter, im weiteren Verlauf separiert der Fluss das Eggegebirge im Norden von seinen südlichen Verlängerungen Waldecker Wald sowie Quast und Eichholz und schneidet zwischen den beiden letztgenannten Höhenzügen überdies die Rötgräben der #Rhoder Senken.
Das sich östlich anschließende, fast komplett im Stadtgebiet von Warburg, Kreis Höxter gelegene Talbecken von Scherfede mit Scherfede und Rimbeck reicht nach Norden merklich über den Fluss hinaus und läuft nach Osten bei Ossendorf schließlich in die Warburger Börde aus. In der endgültigen Kartierung des Handbuchs von 1960 wird es zur Warburger Börde gerechnet, ebenso auf Blatt 98 Detmold (Sofie Meisel 1959), auf dem es komplett liegt. In Letzterem werden allerdings auch die Muschelkalkzüge von Quast und Eichholz (auf Blatt Arolsen 341.13) zur Börde gerechnet.

### Rhoder Senken
Die Rhoder Senken sind ein sich unmittelbar südlich an die #Mitteldiemelsenke anschließendes Gefüge aus Gräben und Senken auf der Gemarkung der nordhessischen Städte Diemelstadt, Bad Arolsen und Volkmarsen (Landkreis Waldeck-Frankenberg) sowie im Westen der Gemarkung des Ostwestfälischen Warburg (Kreis Höxter).
Die nach Westen und Südwesten an den nördlichen Waldecker Wald und nach Osten an die Warburger Börde stoßende Landschaft wird durch die parallel nach Nordnordwesten verlaufenden Höhenzüge Stock sowie Quast und Eichholz gekammert und nach Süden zum #Volkmarser Becken hin abgeriegelt. Auf dem Stock liegt mit dem Namensgeber Rhoden der Verwaltungssitz von Diemelstadt, welche den größten Flächenanteil der Senkenlandschaft einnimmt.
Die praktisch ganz in Diemelstadt gelegene Rötsenke des Rhoder Grundes im Nordwesten, die nach Osten von Quast und Eichholz begrenzt wird, verzweigt sich, von Wrexen im Norden ausgehend, in zwei Teilsenken, die den Stock beidseitig umgeben. Von der westlichen Teilsenke her kommt der Rhodener Bach, von der östlicheren sein Vorfluter Laubach mit dem gleichnamigen Kleindorf Laubach, der der Orpe unmittelbar oberhalb deren Mündung in die Diemel in Wrexen nach Norden zufließt. Die südlichen Teile beider Teilsenken entwässern dem gegenüber nach Süden bis Osten zur Twiste, und zwar die westliche über die Wande mit der Siedlung Gashol und die östliche über den später das Eichholz nach Osten durchstoßende Hörler Bach, bis Hörle auch Welda genannt. An der letztgenannten, auch Ammenhäuser Grund genannten Teilsenke liegen am Flusslauf Dehausen und Ammenhausen.
Die abgesunkene Scholle Mittleren Buntsandsteins des Schmillinghäuser Grundes bei Schmillinghausen, dem einzigen zu Bad Arolsen gehörigen Ort der Rhoder Senken, schließt sich am Tal der Wande unmittelbar südlich an den Westarm des Rhodaer Grundes an. Bedingt durch den Quellenreichtum des hiesigen Osthanges des Waldecker Waldes in Verbindung mit eher undurchlässigen, tonigen Böden, ist dieses Gebiet vergleichsweise bodenfeucht.
Die östlichste der Rhoder Senken stellt der Volkmarser Graben, auch Wether Grund genannt, östlich von Quast und Eichholz an der Landesgrenze von Hessen zu Nordrhein-Westfalen dar, der nach Osten an die Warburger Börde stößt. Im Zentrum liegt Wethen (Diemelstadt), im Süden, an der aus dem sich südlich anschließenden Volkmarser Becken kommenden Twiste, in Welda (Warburg), wo der gleichnamige Nebenfluss mündet. Zu beachten ist, dass der geologische Volkmarser Graben deutlich weiter nach Süden reicht als der naturräumliche, siehe #Innere Schollen und Hauptgraben.

### Volkmarser Becken
Das mit Bodenhöhen von 180 bis 220 m sehr flachgründige Volkmarser Becken mit der nordhessischen Kleinstadt Volkmarsen im Südosten liegt komplett im Landkreis Waldeck-Frankenberg und, vom Arolser Ortsteil Wetterburg im äußersten Südwesten abgesehen, vollständig in der Gemarkung der namensgebenden Stadt.
Das Becken wird eingekesselt von der Arolser Platte im nördlichen Zentrum des Waldecker Waldes im Südwesten, dem Stock im Nordwesten, dem Eichholz im Norden und der Warburger Börde im Nordosten. Lediglich der Südosten ist mit dem 280,4 m hohen Esseberg als Nordgipfel des Elsbergrückens und der 284,1 m hohen Warte als nördlicher Randhöhe der Ehringer Senke sanfter verriegelt.
Die Twiste tritt am Twistesee im Südwesten in das Becken ein und nimmt alsbald die aus Arolsen und Wetterburg kommende Aar auf. Über Külte erreicht sie auf ihrem nordöstlichen Weg Volkmarsen, wo sie den geologischen Volkmarser Graben (siehe #Innere Schollen und Hauptgraben) betritt, worauf sie innerhalb dessen in den naturräumlichen Volkmarser Graben östlich des Eichholz das Becken nach Norden verlässt.
Von Süden kommend mündet die Watter (aus dem Waldecker Wald kommend) zwischen Külte und Volkmarsen und die Erpe (von der Ehringer Senke her) unterhalb der Stadt. Nur wenige Meter unterhalb der Erpemündung mündet überdies von links die von Westen kommende Wande. Die Wande hat zuvor das Becken im nördlichen Westen und westlich des Stock an der schmalen Schneise zum Schmillinghäuser Grund betreten und das an der nordöstlichen Beckenöffnung zum südöstlichen #Rhoder Senken zwischen Stock und Eichholz gelegene Herbsen südlich passiert.
Der Hörler Bach (Welda) verläuft dem gegenüber nur einen kleinen Abschnitt lang, in einer Schneise des Eichholz bei dem in Südosthanglage gelegenen Hörle, im äußersten Norden des Beckens und mündet nordöstlich außerhalb in Welda.

### Wolfhager Hügelland

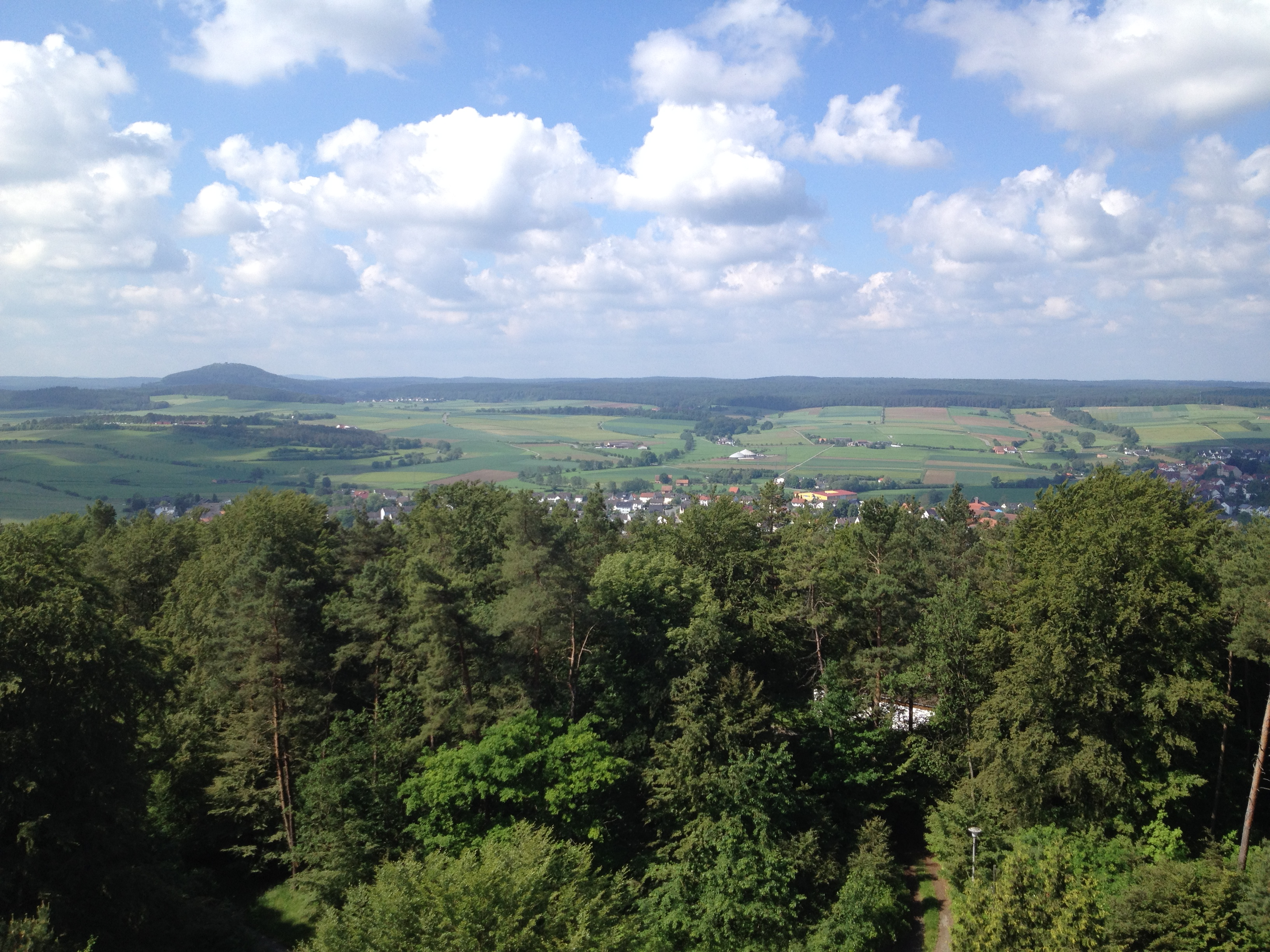
Blick vom Ofenberg am Westrand des Alzenhasunger Grabens auf Wolfhagen, das Wolfhagener Hügelland und den Weidelsberg (links hinten)

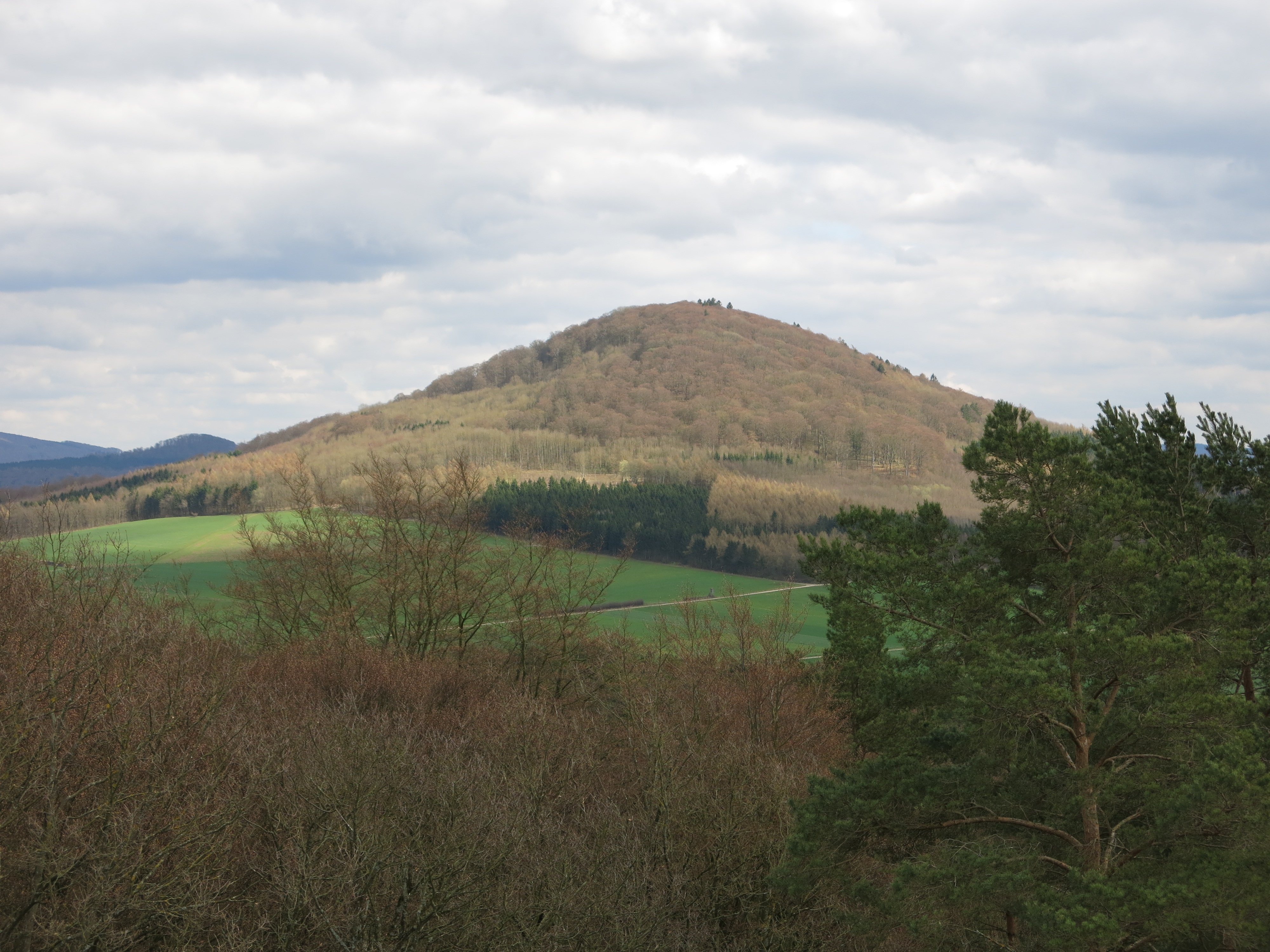
Der Isthaberg

Das Wolfhager Hügelland, auch Wolfhagener Hügelland genannt ist ein vorherrschend offenes Bruchschollenland von vielfältiger Bodengestalt in den nordhessischen Landkreisen Waldeck-Frankenberg (nur Gemarkung der Stadt Volkmarsen) und Kassel. Das Hügelland wird im nördlichen Westen vom zentralen Waldecker Wald, im Norden von der Diemelbörde und im Osten vom Habichtswald flankiert. Im äußersten Nordwesten geht es über ins #Volkmarser Becken, im südlichen Westen und im Süden in die #Naumburger Senken und Rücken.
Im Norden wird die Landschaft durch den in nordnordöstliche Richtung verlaufenden, bis etwa 419 m hohen Elsbergrücken gekammert, im Zentrum ragt der 523,1 m hohe, singuläre Isthaberg empor. Westlich des Isthabergs liegt die namensgebende Stadt Wolfhagen, Landkreis Kassel.
Die Ehringer Senke im nördlichen Westen des Hügellandes verläuft auf Wolfhagener und Volkmarser Gebiet zwischen dem zentralen Waldecker Wald im Westen und dem Elsbergrücken im zentralen und nördlichen Osten. Im südlichen Westen tritt die Erpe vom Altenhasunger Graben (s. u.) zwischen Elsbergrücken und Isthaberg in die Senke, wo ihr die von der Isthaebene (s. u.) im Süden das Mühlenwasser, an dem Wolfhagen liegt, linksseitig zufließt. Ab der etwas oberhalb von Elmarshausen – mit dortigem Wasserschloss Elmarshausen – gelegenen Mündung des Mühlenwassers flankiert die Erpe den Elsbergrücken unmittelbar von Westen in ihrem nunmehr nach Nordnordwesten gerichteten Lauf, an der Mündung der den Rücken mittig durchschnitten habenden Dase (s. u.) vorbei über Ehringen (Stadt Volkmarsen) zum Volkmarser Becken hin. Im Westen der Senke liegen zum Osthang des Waldecker Waldes hin Gasterfeld, Viesebeck (beide Stadt Wolfhagen) und Lütersheim (Volkmarsen). Hierbei liegt Viesebeck am unmittelbar oberhalb Ehringens in die Orpe mündenden Viesebecker Bach, während Lütersheim nach Westen zur den Rand des Waldecker Waldes in Richtung Norden passierenden Watter entwässert.
Die fast komplett im Landkreis Kassel gelegene Elsunger Senke im Nordosten des Hügellandes wird nach Westen vom Elsbergrücken, nach Nordwesten von der Diemelbörde und nach Nordosten und Osten durch den Habichtswald begrenzt. Nach Süden geht sie in den Altenhasunger Graben (s. u.) über.
Der den Großteil der Fläche einnehmenden Südteil der Senke wird durch die Dase dominiert, die die Landschaft in Form eines nach Westsüdwesten offenen Halbkreises im Gegenuhrzeigersinn von ihrer Quelle bei Nothfelden (Wolfhagen) über Oberelsungen (Stadt Zierenberg) und Niederelsungen (Wolfhagen) passiert, bis sie den Elsbergrücken in südwestliche Richtung durchstößt. Dabei werden sowohl der 395,5 m hohe, alleinstehend bewaldete Filtz im Süden der Senke nördlich Nothfeldens als auch der 297,7 m hohe Frauenberg in der Mitte der Senke südlich Niederelsungens umkreist.
Den schmalen Norden der Elsunger Senke nimmt das Einzugsgebiet des Mittellaufs des Rhödaer Baches um den Ort Rhöda (Gemeinde Breuna) ein. Auch dieser Bach durchstößt den Elsbergrücken in südöstliche Richtung, jedoch im flachgründigeren Norden. Im äußersten Norden schließlich läuft die Senke auf unbesiedeltem Zierenberger Gebiet westlich des etwa 322,3 m hohen Hohen Steiger in die westliche Diemelbörde aus.
Der für das Hügelland zentrale, im Osten der Wolfhagener Gemarkung liegende Altenhasunger Graben, in dem in bewegtem, kleinräumigen Küppchenrelief Keupersandsteine im Wechsel mit bunten Mergeln anstehen, flankiert den Isthaberg und die sich südlich anschließende Isthaebene (s. u.) von Norden zum Elsbergrücken und seinen beiden Randsenken hin. Nach Osten zu den Hinterhabichtswälder Kuppen wird er durch steile Hänge begrenzt, ansonsten sind nur die Übergänge nach Nordwesten zum Elsbergrücken und nach Süden zum Isthaberg durch nennenswerte Höhenunterschiede gekennzeichnet.
Am Oberlauf der den Isthaberg im Gegenuhrzeigersinn nördlich umrundenden liegen Wenigenhasungen und Altenhasungen, weiter innen liegen die Kleindörfer Philippinenthal (am linken Nebenbach Lohbach) und Philippinenburg (am Nordhang des Isthabergs).
Die Isthaebene ist eine mit Löss überzogene, sanftwellige Buntsandsteinfläche im Süden Wolfhagens, im Südsüdwesten Zierenbergs, im Nordosten Naumburgs und im Nordwesten Bad Emstals (alle Landkreis Kassel). Sie liegt im Süden des Wolfhager Hügellandes auf der Wasserscheide zwischen Diemel und Eder, unmittelbar südlich des Isthabergs und nördlich der bis 430,8 m hohen Elberberger Höhen. Südwestlich stößt sie an den bis 366,4 m hohen Rauenstein.
Der zur Diemel entwässernde Norden liegt größtenteils auf Wolfhagener Gebiet, lediglich Oelshausen am oberen Oberlauf der Erpe in dessen Osten gehört zu Zierenberg. im Westen des Nordteils der Ebene liegt Bründersen (Wolfhagen) unmittelbar links des Mühlenwassers, zwischen beiden Orten liegt Istha (ebenfalls Wolfhagen) an dessen rechtem Nebenbach Limeckebach.
Der Süden der Ebene wird durch den Spolebach über die Elbe zur Eder entwässert. An diesem Bach liegt im Südosten Balhorn (Bad Emstal) und an einem rechten Nebenbach im Südwesten der Ebene Altenstädt (Naumburg).

### Naumburger Senken und Rücken

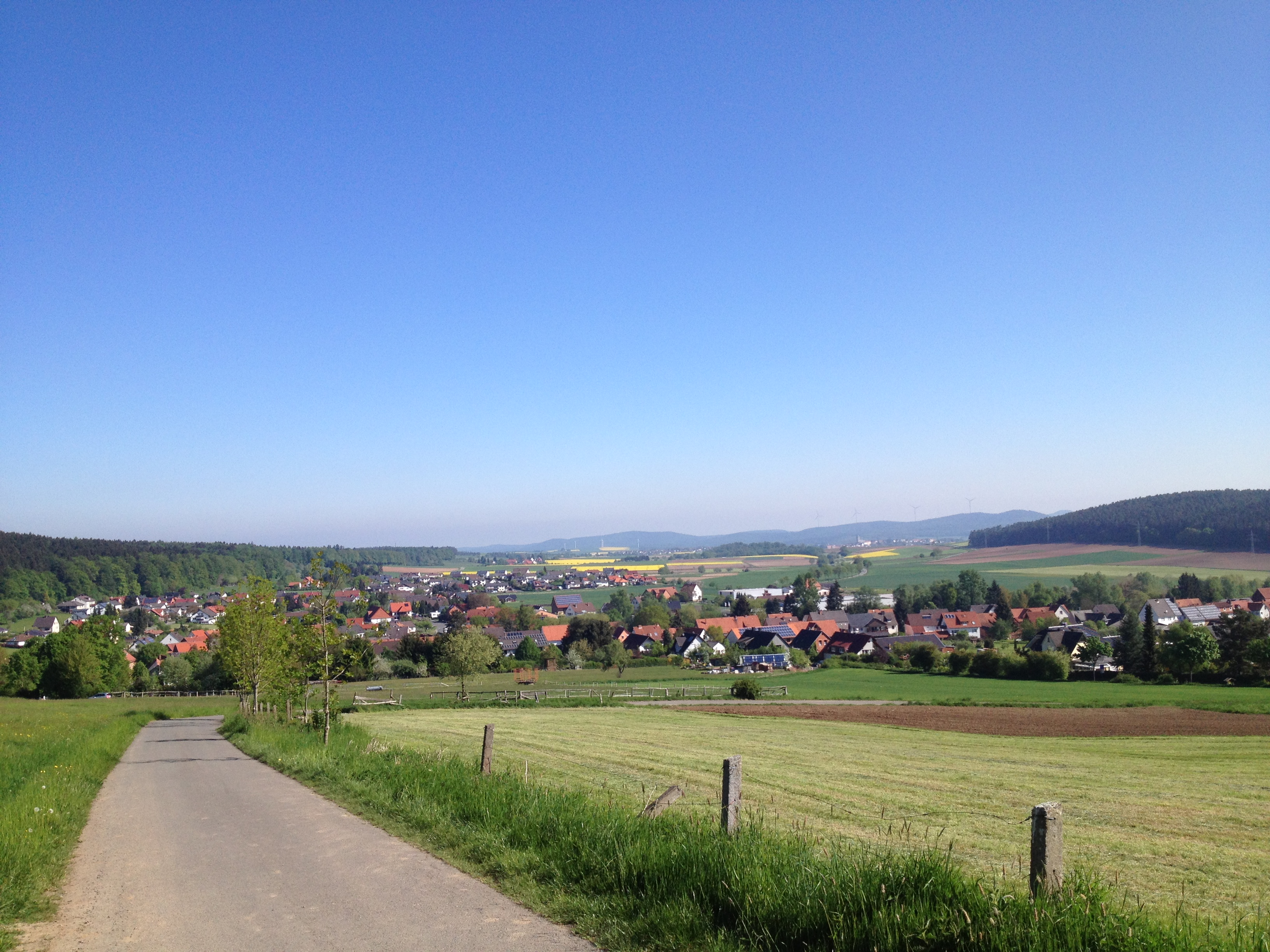
Ippinghausen vom Fuße des Weidelsbergs aus auf Ippinghausen und die Ippinghäuser Senke mit der Rauenstein (rechts). Im Hintergrund der Elsbergrücken mit Heidelbeerenberg (Mitte) bis Warteberg (rechts)

Die Naumburger Senken und Rücken in Nordhessen, eine von bewaldeten Buntsandsteinrücken und Vulkankuppen begleitete Röt-Muschelkalk-Senke, nehmen den Süden des Wolfhagener Beckens im erweiterten Sinne zwischen der Eder im Süden und der Diemel im Norden ein. Ihr Nordwesten liegt auf der Gemarkung Wolfhagens, ihr Westen auf der Naumburgs, ihr Nordosten auf Bad Emstaler Gebiet (alle Landkreis Kassel) und ihr Süden im Nordwesten Fritzlars (Schwalm-Eder-Kreis).
Die Landschaft stößt nach Westen an den südlicheren Waldecker Wald, der jedoch von ihrer 492,3 m hohen westlichen Randsingularität Weidelsberg überragt wird, im Norden findet ein sanfterer Übergang zum #Wolfhager Hügelland statt. Im Nordosten schmiegt sich das Land schließlich an die südlicheren Hinterhabichtswälder Kuppen, im Südosten riegeln die bis 430,8 m hohen Elberberger Höhen die Landschaft zur Fritzlarer Börde hin ab.
Entwässert wird die Landschaft durch die Elbe (Westen) und die Ems (Osten) nach Süden zur Eder hin. Lediglich ein kleiner Landschaftsteil im Nordwesten entwässert über (der Reihe nach) Mühlenwasser, Erpe und Twiste nach Norden zur Diemel.
Die schmale Röt-Muschelkalk-Senke des Ippinghäuser Grundes legt sich im äußersten Nordwesten der Naumburger Senken und Rücken zwischen Waldecker Wald und Istha-Ebene, von der der Südosten der Ebene durch den bis 366,4 m hohen Rauenstein abgetrennt wird. Östlich davon liegt der deutlich höhere Weidelsberg an der Nahtstelle zum Waldecker Wald. Im Norden des Grundes liegt Leckringhausen (Wolfhagen) am dem Mühlenwasser nach Nordosten zufließenden Ofenwasser, weiter südlich liegen im Tal der Elbe Ippinghausen (Wolfhagen) und Naumburg.
Der schmale Elbergrund im Südwesten der Naumburger Senken und Rücken verlängert den Ippinghäuser Grund längs des Tals der Elbe nach Süden über Elbenberg, Altendorf, Heimarshausen (alle Naumburg) sowie Züschen und Geismar (beide Fritzlar) bis zum Edertal. Zwischen dem Alten Wald im Westen und den Elberberger Höhen im Osten riegelt der singuläre, 380 m hohe Heiligenberg zwischen Altendorf und Heimarshausen den Norden der Landschaft gegenüber dem Süden ab.
Die Sander Kammer im Nordosten der Naumburger Senken und Rücken ist eine kleine Buntsandsteinmulde um den Bad Emstaler Hauptort Sand. Die an der Ems gelegene Kammer wird nach Westen durch die Elberberger Höhen mit dem 430,8 m hohen Wartberg, nach Norden durch den 436,7 m hohen Erzeberg, nach Osten durch den 461,9 m hohen Falkenstein und nach Südosten durch den 446,5 m hohen Emser Berg begrenzt. Hiervon gehören alle Berge bis auf den Wartberg zu den Hinterhabichtswälder Kuppen, die sich nordöstlich an die Naumburger Senken und Rücken anschließen.

### Naturräume an der Ostabdachung des Kellerwaldes
Die südlichen und südwestlichen Untereinheiten der Ostwaldecker Randsenken schließen sich östlich unmittelbar an den Kellerwald an und beinhalten auch den Zechsteingürtel an dessen Ostrand. Geologisch liegen sie vor allem auf dem von Mittlerem und Unterem Buntsandstein dominierten Strukturraum der Arolser-Schlierbacher Scholle des Waldecker Waldes, s. o.
Der an der Altenburg 432,7 m ü. NN hohe Hessenwald ist orographisch ein Nordostausläufer des südöstlichen Kellerwaldes, stellt jedoch geologisch eher eine Fortsetzung des Sandsteinrückens des Waldecker Waldes südlich der Eder dar. Randsenken im Wortsinne sind die Wildunger Senke westlich und nordwestlich des Hessenwaldes sowie der Löwensteiner Grund südwestlich des Buntsandsteinrückens.
Die Wildunger Senke wird nach Nordosten durch den Waldecker Wald und nach Westen durch den Kellerwald abgeriegelt. Es wird durch die zentral in West-Ost-Richtung vom Affolderner See bis oberhalb Fritzlars verlaufende Wegaer Ederaue, deren Osten Waldecker Wald und Hessenwald separiert, in zwei Hügellandschaften geteilt. Das Netzehügelland im Norden, links der Eder, folgt dem Lauf der Netze von der Netze-Mulde bei Netze sowie kleineren östlichen Parallelbächen. Dem gegenüber trennt das Wilde-Hügelland im Süden den oberen Unterlauf der Wilde bei und unterhalb Bad Wildungens vom im Kellerwald verlaufenden Ober- und Mittellauf und dem noch einmal den äußersten Nordwesten des Hessenwaldes abtrennenden Mündungslauf. Im Norden verläuft auch der Unterlauf des Wesebaches im Wilde-Hügelland, während der Braunauer Winkel genannte Südteil um Braunau über den Wälzebach nach Südosten zur Schwalm entwässert.
Der Löwensteiner Grund stellt den äußersten westlichen Süden der Randsenken dar, der im äußersten Südwesten, am Gilsagrund längs der Gilsa, mit dem Wüstegarten die höchste Erhebung des Kellerwaldes flankiert, dessen Kernland jedoch vor allem die Senke an der Schwalm und unmittelbar östlich davon bei Bad Zwesten darstellt.

## Flüsse
Die folgende Aufstellung beschränkt sich auf den orographisch in sich geschlossenen Nordteil der Ostwaldecker Randsenken, das Wolfhagener Becken mit Randsenken.
Folgende Flüsse, je flussabwärts des Vorfluters gelistet, durchfließen die Großlandschaft (in Klammern je Länge und Einzugsgebiet sowie, falls bekannt, der Abfluss (MQ); nach dem Gedankenstrich die Naturräume):
- rechte Nebenflüsse der Diemel:
  - Orpe (19,1 km, 80,4 km²; 774 l/s) – Mündungsverlauf im Wrexener Diemeltal
    - Laubach (r; 7,8 km, 17,7 km²) – Stock und Rhoder Grund
      - Rhodener Bach (l; 4,6 km, 6,2 km²) – Rhoder Grund

  - Twiste (40,8 km, 446,7 km²; 2.686 l/s) – Unterlauf in Volkmarser Becken und Volmarser Graben
    - Aar (l; 14,0 km, 37,4 km²) – Mündung im Volkmarser Becken
      - Thiele (l; 7,2 km; 8,664 km²) – Mündung im Volkmarser Becken
      - Bicke (l; 6,8 km; 9,5 km²) – Mündung im Volkmarser Becken

    - Watter (r: 21,9 km, 41,3 km²) – Mündung im Volkmarser Becken
    - Wande (l; 12,5 km, 35,4 km²) – Rhoder Grund, Schmillinghäuser Grund und Volkmarser Becken
      - Schwarze Puhle (r; 4 km; 11,4 km²) – Unterlauf und Mündung im Volkmarser Becken
      - Wilpe (r; 9,9 km; 8,2 km²) – Unterlauf und Mündung im Volkmarser Becken

    - Erpe (r; 26,0 km, 153,7 km²; 877 l/s) – Isthaebene, Altenhasunger Graben, Ehringer Senke, Volkmarser Becken
      - Lohbach (l: 4,0 km; 5,1 km²) – Altenhasunger Graben
      - Mühlenwasser (l; 11,3 km, 54,3 km²) – Isthaebene, Ehringer Senke
        - Ofensteinwasser (l; 4,9 km; 6,0 km²) – Mittel- bis Unterlauf in Ippinghäuser Grund und Ehringer Senke
        - Limeckebach (r; 7,8 km; 9,5 km²) – Isthaebene, Ehringer Senke
        - Dusebach (l: 10,4 km, 20.9 km²) – Unterlauf in der Ehringer Senke

      - Dase (r; 10,0 km; 31,5 km²) – Elsunger Senke, Elsbergrücken
      - Vesebecker Bach (l; 7,4 km; 12,6 km²) – Mittel- und Unterlauf in der Ehringer Senke
      - Rhödaer Bach (r; 3,6 km; 8,7 km²) – Mittel- und Unterlauf in Elsunger Senke und Elsbergrücken

    - Welda, „Hörler Bach“ (l; 7,6 km, 11,5 km²) – Rhodaer Grund, Stock und Eichholz und Volkmarser Graben (in Welda)
- linke Nebenflüsse der Eder:
  - Elbe (33,7 km, 123,5 km²; 785 l/s) – Mittel- und Unterlauf im Elbergrund
    - Rehmbach (r; 4,2 km; 8,9 km²) – Mittel- und Unterlauf im Elbergrund
    - Spolebach (l; 12,1 km, 25,9 km²)
    - Ballenbach (r; 5,0 km; ca. 6,0 km²) – Unterlauf im Elbergrund
    - Nebenbach bei Harth-Mühle (r; 4,2 km; 5,0 km²) – Unterlauf im Elbergrund

  - Ems (34,1 km, 146,2 km²; 753 l/s) – Mittellauf in der Sander Kammer
    - Fischbach (r; 3,85 km; 6,35 km²) – Isthaebene und Sander Kammer
    - Stellbach (r; 4,4 km; 5,3 km²) – Oberlauf in Elberberger Höhen

## Berge
Folgende Berge dominieren die Ostwaldecker Randsenken (in Klammern Höhe über NN und Zugehörigkeit zu Höhenzügen):
- Isthaberg (523,1 m) – Singularität des #Wolfhager Hügellandes, östlich Wolfhagens
- Weidelsberg (492,3 m) – Singularität an der westlichen Nahtstelle des Ippinghäuser Grundes (siehe #Naumburger Senken und Rücken) zum Waldecker Wald, südlich Ippinghausens
- Altenburg (432,7 m) – südöstlicher Hessenwald, östlich Bad Zwestens
- Wartberg (430,8 m) – Elberberger Höhen, östlich Naumburgs
- Hinterberg (420,4 m) – zentrale Elberberger Höhen, nordwestlich Lohnes
- Klauskopf (413,7 m, AT) – zentrale Elberberger Höhen, westlich Riedes
- Katze (412,7 m) – zentraler Hessenwald, nördlich Wenzigerodes
- Heidelbeerenberg (ca. 398 m) – nördlicher Elsbergrücken, nordöstlich Ehringens
- Filtz (395,5 m) – südliche Elsunger Senke (siehe #Wolfhager Hügelland), nördlich Nothfeldens
- Erzeberg (392,8 m) – zentrale Elberberger Höhen, nordwestlich Riedes
- Quast (392,1 m) – Quast und Eichholz nordöstlich Rhodens
- Heiligenberg (380,0 m) – Singularität des Elbergrunds (siehe #Naumburger Senken und Rücken), nördlich Heimarshausens
- Hoheberg (375,7 m) – südliche Elberberger Höhen südöstlich Züschens
- Rauenstein (366,4 m[22]) – Nordöstliche Randhöhe des Ippinghäuser Grundes (siehe #Naumburger Senken und Rücken), nordöstlich Ippinghausens
- Warte (349,1 m, AT) – südlicher Rauenstein, südwestlich Altenstädts
- Hundsburg (334,9 m) – östlicher Hessenwald, nordöstlich Kerstenhausens
- Burgberg (334,5 m) – zentraler Elsbergrücken, südöstlich Ehringens
- Leuchteberg (328,9 m) – Quast-Nordgipfel, südlich Scherfedes
- Hohestein (326,5 m) – Stock, südlich Rhodens
- Gertenberg (298,9 m) – südwestlicher Eichholz, südwestlich Hörles
- Frauenberg (297,7 m) – zentrale Elsunger Senke (siehe #Wolfhager Hügelland), südlich Niederelsungens
- Hellenberg (ca. 298 m[23]) – südlicher Stock, nordöstlich Schmillinghausens
- Iberg (285,5 m) – südöstlicher Eichholz, südwestlich Weldas
- Scheid (280,6 m) – nördliche Randhöhe der Ehringer Senke (siehe #Wolfhager Hügelland), südlich Volkmarsens
- Esseberg (280,4 m) – äußerster Norden des Elsbergrückens, östlich Volkmarsens
- Büraberg (274,9 m) – äußerster Nordosten des Hessenwaldes, südwestlich Fritzlars
- Eckerich (ca. 254 m) – äußerster Süden der Elberberger Höhen, nordwestlich Fritzlars